# مونرو ميتشيل
مونرو ميتشيل (بالإنجليزية: Monroe Mitchell)‏ هو لاعب كرة قاعدة أمريكي، ولد في 11 سبتمبر 1901 في ستاركفيل في الولايات المتحدة، وتوفي في 4 سبتمبر 1976 في فالدوستا في الولايات المتحدة.

## وصلات خارجية
- مونرو ميتشيل على موقعبيزبول رفرنس.كوم (الدوري الرئيسي) (الإنجليزية)